# Isostasius poroicus
Isostasius poroicus är en stekelart som beskrevs av Durgadas Mukerjee 1981. Isostasius poroicus ingår i släktet Isostasius och familjen gallmyggesteklar. Inga underarter finns listade i Catalogue of Life.